# Běloruská Wikipedie
Běloruská Wikipedie je jazyková verze Wikipedie v běloruštině. Založena byla v srpnu 2004. V lednu 2022 obsahovala přes 213 000 článků a pracovalo pro ni 10 správců. Registrováno bylo přes 112 000 uživatelů, z nichž bylo okolo 260 aktivních. V počtu článků byla 46. největší na světě.
Běloruská Wikipedie je specifická tím, že v průběhu její existence se od ní odštěpila jedna její část, tedy ti uživatelé, kteří preferují klasickou běloruskou gramatiku existující před reformou v roce 1933 (tzv. taraškevici). Ti roku 2006 založili vlastní wikipedii a přemístili na ni hesla z původní wikipedie psaná v taraškevici. Na původní (prefix: be) zůstala hesla psaná v nové gramatice (tzv. narkomovka). Odchod nebyl nekonfliktní a vznikla i řada nedorozumění mezi přívrženci staré gramatiky a Wikimedia Foundation, kdy dokonce začala kolovat fáma, že Wikimedia smazala 6 000 hesel v taraškevici, která byla přesunuta do inkubátoru. Nakonec se však vše vyjasnilo a obě běloruské verze dnes existují vedle sebe. Druhá wikipedie psaná v běloruštině měla v lednu 2022 přes 76 000 článků a byla 80. největší. Původně používala prefix be-x-old a pak byla v roce 2017 přesunuta na doménu s prefixem be-tarask.